# Bischiv, Putila
Bischiv (în ucraineană Бісків, transliterat: Biskiv) este un sat în raionul Putila din regiunea Cernăuți (Ucraina), depinzând administrativ de comuna Gura Putilei. Are 191 locuitori, în totalitate ucraineni (huțuli).
Satul este situat la o altitudine de 1067 metri, în partea de nord a raionului Putila.

## Istorie
Localitatea Bischiv a făcut parte încă de la înființare din regiunea istorică Bucovina a Principatului Moldovei. După anexarea Bucovinei de către Imperiul Habsburgic în anul 1775, localitatea Bischiv a făcut parte din Ducatul Bucovinei, guvernat de către austrieci. 
După Unirea Bucovinei cu România la 28 noiembrie 1918, satul Bischiv a făcut parte din componența României, în Plasa Putilei a județului Rădăuți. Pe atunci, majoritatea populației era formată din ucraineni. 
Ca urmare a Pactului Ribbentrop-Molotov (1939), Bucovina de Nord a fost anexată de către URSS la 28 iunie 1940, reintrând în componența României în perioada 1941-1944. Apoi, Bucovina de Nord a fost reocupată de către URSS în anul 1944 și integrată în componența RSS Ucrainene. 
Începând din anul 1991, satul Bischiv face parte din raionul Putila al regiunii Cernăuți din cadrul Ucrainei independente. Conform recensământului din 1989, toți locuitorii din sat s-au declarat de etnie ucraineană . În prezent, satul are 191 locuitori, în totalitate ucraineni.

## Demografie
Componența lingvistică a localității Bischiv
     Ucraineană (100%)
Conform recensământului din 2001, toată populația localității Bischiv era vorbitoare de ucraineană (100%).
1989: 227 (recensământ) 
2007: 191 (estimare)